# Wang Meng (författare)
Wang Meng (kinesiska: 王蒙), född 1934 i Peking, är en kinesisk författare, politiker och före detta kulturminister.
Vid 14 års ålder blev han medlem i kommunistpartiet och i mars 1949 medarbetar i Nya demokratiska ungdomsförbundet. Hans debutroman "Länge leve ungdomen" utkom 1953. Efter att ha arbetat flera år på många olika distriktskontor hade han upptäckt vissa brister. Därför publicerade han 1956, under Hundrablommor-kampanjen, den kritiska kortromanen Den nye ynglingen på organisationsavdelningen (Zhuzhibu xinlai de nianqingren) som kritiserade partiets byråkrati. Han anklagades för att smutskasta partiet men fick till en början stöd av Mao Zedong. Men hösten 1957 startades antihögerkampanjen och Wang blev häftigt kritiserad och stämplad som "högerman". Han skickades ut på landet. 1963 skickades han till provinsen Xinjiang. Han arbetade på fälten på dagarna och lärde sig uigurernas språk på kvällarna.
År 1971 skickades Wang till en kaderskola för att fostras till de rätta åsikterna. Efter en tid fick han översätta uiguriska skrifter till kinesiska och 1978 tilläts han skriva igen och 1979 återvända till Peking. Han är idag professor, rådgivare och hedersprofessor vid ett antal kinesiska universitet.